# Veněra 15
Veněra 15 (rusky: Венера-15), byla sovětská planetární sonda, která v rámci programu Veněra zkoumala s pomocí radaru planetu Venuši. Let se uskutečnil v roce 1983 a byl katalogizován v COSPAR pod označením 1983-053A.

## Průběh mise
Jak bylo tehdy obvyklé, na cestu k Venuši vypravili Sověti dvě identické sondy, Veněru 15 a Veněru 16. Startovaly krátce po sobě v rozmezí pěti dní a díky tomu, že obě svůj úkol splnily, jejich výsledky se dobře doplňovaly (stejně jako u dvojice Veněra 13 a 14 o dva roky dříve).
Sondu Veněru 15 vynesla do vesmíru raketa Proton-K/D-1 z kosmodromu Bajkonur 2. června 1983. V říjnu téhož roku se dostala na oběžnou dráhu planety a s pomocí radaru typu SAR začala prozkoumávat podrobně povrch planety. Na oběžné dráze pracovala (spolu s Veněrou 16) osm měsíců. Mise byla velice úspěšná, pomohla vytvořit podrobnou mapu Venuše.

## Konstrukce
Jednalo se o kombinaci konstrukcí předchozích sond Veněry 9 a 14. Sonda byla dlouhá 5 metrů, v průměru 6 metrů. Měla parabolickou anténu o průměru 140 cm pro radar SAR a druhou menší pro radiové spojení (naváděcí) s povrchem Venuše. Dále zde byly palivové nádrže a pohonné jednotky a počítač, který došlé údaje skládal do výsledného obrazu. Sonda měla na stranách sluneční panely a další parabolickou anténu pro spojení se Zemí.